# Klanec pri Komnu
Klanec pri Komnu (in passato Klanc; in italiano tra le due guerre Clanzi in Valle, prima Clanz) è un paese della Slovenia, frazione del comune di Comeno.
La località , che si trova nella parte orientale del vallone di Brestovizza (Brestovški dol) a 183.8 metri s.l.m. ed a 4.8 kilometri dal confine italiano, è situata a 5,5 km ad ovest del capoluogo comunale.
È capoluogo di una delle 20 comunità locali in cui si suddivide il comune.

## Storia
Durante il dominio asburgico Clanz (Klanc) appartenne al comune (dapprima catastale, poi anche amministrativo) di Brestovizza (Brestovica). Venne inquadrata nella Contea di Gorizia e Gradisca, appartenendo dapprima al Regno d'Illiria e poi dal 1849 al Litorale austriaco.
Dopo la prima guerra mondiale e il Trattato di Rapallo, nel 1920 passò come il resto della regione al Regno d'Italia. Il comune di Brestovizza venne inquadrato dapprima nella provincia del Friuli, poi dal 1927 nella provincia di Gorizia. In questo periodo la località venne rinominata Clanzi in Valle. Nel 1928 il comune di Brestovizza fu soppresso e il suo territorio venne aggregato a quello di Opacchiasella.

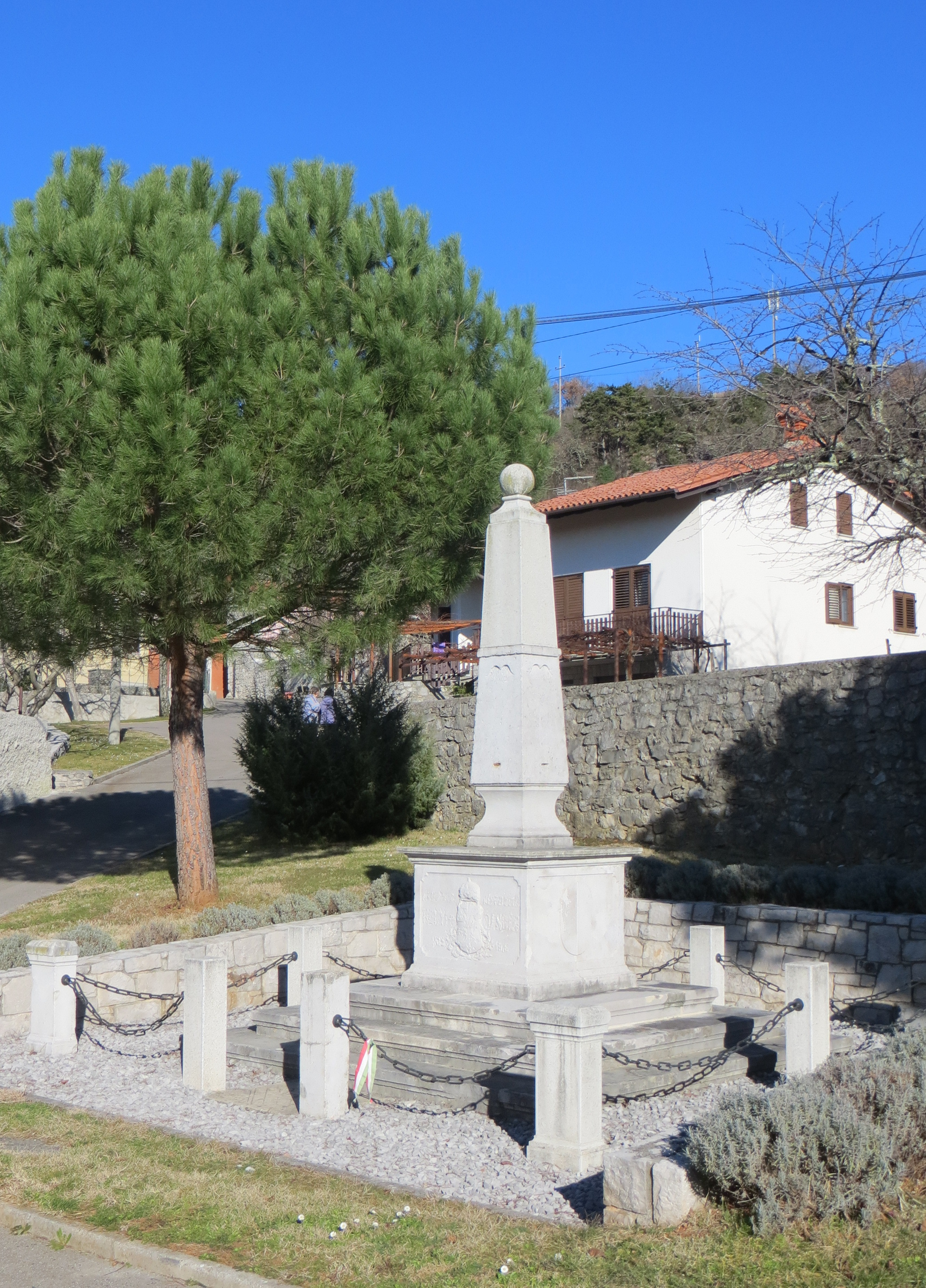
Monumento della I Guerra mondiale di Klanec

Dopo la seconda guerra mondiale e i Trattati di Parigi, nel 1947 la località passò alla Jugoslavia. Dal 1991 fa parte della Slovenia.

## Monumenti e luoghi di interesse
Nel centro del paese si trova un monumento dedicato ai soldati ungheresi morti durante la I guerra mondiale sul vicino fronte del Carso. Il monumento consiste in un piedistallo su cui si trova lo stemma ungherese e la scritta "1915-1916". Sopra di esso si trova da un obelisco.